# Rocaille
Rocaille (francosko: [ʁɔkɑj]) je bil francoski slog razkošnega okrasja z obilico krivulj, kontra-krivulj, valov in elementov po vzoru narave, ki so se pojavili v pohištvu in notranji dekoraciji med zgodnjo vladavino Ludvika XV. To je bila reakcija na težo in formalnost sloga Ludvika XIV. Začelo se je okoli leta 1710, doseglo vrhunec v 1730-ih in se končalo v poznih 1750-ih, ki ga je nadomestil neoklasicizem. To je bil začetek francoskega baročnega gibanja v pohištvu in dizajnu, pomeni pa tudi začetek rokokoja, ki se je do sredine 18. stoletja razširil v Italijo, Bavarsko in Avstrijo.

## Pregled
Rocaille je bil razkošen in navdihnjen z naravo, kot rokoko, vendar je bil za razliko od rokokoja običajno simetričen in ni bil preobremenjen z dekoracijo. Ime je dobil po mešanici kamna, školjk in mavca, ki so bili uporabljeni za ustvarjanje slikovitega učinka v grotto (jamah) v renesansi in po imenu okrasja v obliki školjke, ki je bil pogost element rocaille dekoracije. Leta 1736 je oblikovalec in draguljar Jean Mondon izdal Premier Livre: De forme Rocquaille et Cartel, zbirko načrtov za okrasje pohištva in notranje opreme. To je bila prva pojava v tisku izraza rocaille za označevanje sloga.
Slog se je uporabljal predvsem v salonih, nov slog prostora, namenjen vtisu in zabavi gostov. Najvidnejši primer je bil salon princese v Hôtel de Soubise v Parizu, ki sta ga zasnovala Germain Boffrand in Charles-Joseph Natoire (1735–40). Značilnosti francoskega rokokoja so bile izjemna umetnost, zlasti v zapletenih okvirjih za ogledala in slike, ki so bili izklesani v mavcu in pogosto pozlačeni; sinusne krivulje in protikrivulje ter uporaba rastlinskih oblik (trte, listi, cvetovi), ki se prepletajo v kompleksne vzorce. Med vodilnimi oblikovalci pohištva v tem slogu sta bila Juste-Aurèle Meissonnier in Charles Cressent, skupaj z lesnim mojstrom Nicolasom Pineaujem.
- Dizajn za ohišje ure Gilles-Marie Oppenordt (1715)
- Oblikovanje mize Juste-Aurele Meissonier (ok. 1730)
- Dizajn za spalnico princa, Hotel de Soubise, avtor Germain Boffrand (1735–40)
- Zasnova kamina in plašča Nicolasa Pineauja (1. polovica 18. stoletja)
- Načrti za pisalni komplet iz porcelana Juste-Aurèle Meissonnier (1748)
- Oblikovanje cvetja in akantovih listov Alexisa Peyrotteja (1750)

## Pohištvo
Rocaille dekoracija je bila močno obremenjena z dekoracijo po vzoru školjk, kaskad listov in cvetov, palmovih listov in drugih naravnih elementov. Dekor na stenah in pohištvu je bil običajno iz rezljanega lesa ali mavca, ki je bil pozlačen. Francoski oblikovalec Bernard Toro je leta 1716 izdelal knjigo razkošnih zgodnjih rocajllskih vzorcev, ki je bila široko razširjena po Evropi. Prvi večji rokodelec v slogu je bil Juste-Aurèle Meissonnier, sledili so mu Jean Bérain starejši, Gilles-Marie Oppenordt, Nicolas Pineau in kiparji-modelatorji Thomas Germain, Jacques Caffieri in Nemec Jean-Claude Duplessis.
Med izdelovalci omar ali ébénistes (mizar, zlasti tisti, ki dela v ebenovini) rocaille pohištva je bil Mathieu Criaerd (1689–1776), ki je postal mojster leta 1738. Znan je bil predvsem po svojih finih marketerie ali intarzijah ter po svojih skrinjah s kitajsko ali japonsko temo, s finim loščevcem ali lakom ter okraski iz pozlačenega in rezbarjenega brona.
Druga pomembna osebnost rocaillskega sloga je bil ébéntiste Charles Cressent (1685–1768), ki je bil mojster tako v cehu rezbarjev lesa kot kiparjev bronastih okraskov, kar je bil redek dosežek, dosežen leta 1708 oziroma 1714. Cressent ni izdeloval samo pohištva za Ludvika XV., ampak tudi za portugalskega kralja in bavarskega volilnega kneza. Najbolj znan je po svojih komodah, knjižnih omaricah in pisalnih mizah, ki so bile pogosto intarzirane s palisandrom in knežjim lesom (iz drevesa Dalbergia cearensis) ter opremljene s posebej finim rocaille ornamentom iz pozlačenega brona, vključno z dojenčki, prepletenimi s pticami in kaskadnim rastlinjem. Uvedel je več slogovnih novosti, vključno z espagnolettes à aigrette, majhnimi doprsnimi kipi mladih žensk, ki so bili nameščeni na vogale njegovih komod in miz. To je postalo pogost okras, ki so ga uporabljali drugi mojstri rocailla.[11]
Drugi pomembni obrtniki pohištva so bili člani družine Cresson, Louis Cresson (1706–1761), Rene Cresson (1705–49) in Michel Cresson (1709–81), vsi pa so poskrbeli za izjemno izdelane stole, omare, komode in drugo pohištvo za kraljeve rezidence. Tudi njuni otroci so med vladavino Ludvika XVI. postali menuisiers in ébénistes.
- Rocaille ornament iz listov, cvetov in školjk
- Louis XV Rocaille armoire (1725–30) Charlesa Cressenta, (1725–30)
- Pisalna miza s špagnoleti Charlesa Cressenta (1730–35)
- Komoda Charlesa Cressenta (1730), dvorec Waddesdon
- Komoda za dofina Mathieuja Criaerda (1748)
- Komoda Charlesa Cressenta (1745–49), Muzej umetnosti Nelson-Atkins

## Leseni izdelki in notranja dekoracija
Rocaille dekoracija je bila pogosta v lesenih stenskih ploščah in drugem notranjem okrasju med letoma 1730 in 1750. Obrobe so bile običajno izdelane iz izrezljanega in pozlačenega lesa ali štukature na beli podlagi. Plošče v okvirjih so pogosto imele tudi dekorativne poslikave, običajno arabeske ali pisane cvetlične vzorce, pogosto pa so prikazovale živali ali eksotične motive, postavljene na Kitajsko, Japonsko ali v Turčijo.
- Salon of the Hôtel de Soubise v Parizu (1735–40)
- Lesena dela v Hôtel de Varengeville avtor Nicolas Pineau (1735)
- Okras na stropu urada francoskega predsednika vlade, Hôtel Matignon (1720–25)
- Salon Hôtel de Lassay, ki je zdaj rezidenca predsednika državnega zbora

## Srebro, porcelan in kovinski predmeti
Poleg uporabe v pohištvu se je slog pojavil v porcelanu in kovinskih izdelkih. Leta 1738 je bila ustanovljena Manufacture de Vincennes zahvaljujoč podpori Ludvika XV. in Madame de Pompadour, da bi konkurirala manufakturama v Chantillyju in Meissenu. Leta 1756 so manufakturo preselili v stavbo v Sèvresu, zgrajeno na pobudo Madame de Pompadour, blizu njenega dvorca.
Najznamenitejše kovinsko delo v slogu rocaille je vključevalo litoželezne in pozlačene ograje ter vrata, ki jih je ustvaril obdelovalec železa Jean Lamour za novi trg Stanislas v Nancyju med letoma 1750 in 1758, ko je bila vojvodina Lorraine priključena Franciji. Trg je bil dopolnjen z nizom stavb, katerih balkoni in viseče svetilke so se ujemale z rešetkami ograje in vrat.
- Srebrni kandelabri Juste-Aurèle Meissonnier (1734–35)
- Okvir za stensko uro Jacquesa Caffierija (1745–50)
- Pozlačena litoželezna ograja Place Stanislas v Nancyju (Francija) Jeana Lamourja (1750–58)
- Pozlačen steber iz litega železa na Place Stanislas v Nancyju v Franciji avtor Jean Lamour (1750–58)
- Vrata z dvema kipoma in dovršenimi rešetkami iz kovanega železa v Würzburgu (Nemčija), rešetke Johanna Georga Oegga (1752)
- Mehki porcelan Vincennes z rocaille dizajnom in kitajsko sceno (1749–50)
- Vaza iz porcelana Vincennes Jean-Claude Duplessis (1753)
- Astronomska ura iz pozlačenega brona Jacquesa Caffierija (1754), Muzej Versailles
- Dve pisavi za sveto vodo iz porcelana iz Nymphenburga, model verjetno Franza Antona Bustellija (okoli 1760)
- Madžarska lončena peč iz fajanse, v baročnem dvorcu Rudnyánszky iz Budimpešte (18. stoletje)

## Vpliv in zaton
Rocaille je vplival na slog Chippendale v Angliji in na delo v Belgiji rojenega bavarskega dekorativnega umetnika Françoisa de Cuvilliésa. Slog je za nekaj časa postal zelo priljubljen tudi v Italiji, zlasti v Benetkah in se razširil v Avstrijo, na Bavarsko in Španijo, kjer je prevzel bolj bujno in preobremenjeno obliko.
Odkritje grških starin, ki se je začelo leta 1738 v Herkulaneju in zlasti v Pompejih leta 1748, je francosko arhitekturo obrnilo v smeri bolj simetričnega in manj razkošnega neoklasicizma in sloga Ludvika XV. Pohištvo in dekoracija sta postala bolj geometrijska; pohištvene noge so postale ravne, podobne rimskim ali grškim stebrom, okrašene rezbarije na zunanjosti pohištva pa so vedno bolj nadomeščali fini vložki iz večbarvnega lesa.